# Andrea De Gennaro
Andrea De Gennaro (Roma, 8 dicembre 1959) è un generale italiano della Guardia di Finanza, di cui dal 30 maggio 2023 è Comandante generale.
In precedenza è stato, nel 2003, il Presidente del “Gruppo Cooperazione di polizia” presso il Consiglio europeo e comandante in Seconda dal 15 novembre 2022 al 22 maggio 2023.

## Biografia
Il Generale di corpo d'armata Andrea De Gennaro, nasce a Roma l'8 dicembre 1959.
Vanta un solido background accademico, essendo laureato in Giurisprudenza e Scienze della Sicurezza Economico Finanziaria, con un Master di II livello in Diritto Tributario Internazionale presso l'Università Bocconi di Milano. Ha inoltre acquisito una profonda conoscenza della lingua inglese presso la Scuola Lingue Estere dell'Esercito e ha completato con successo un corso internazionale per specialisti antidroga presso la "Drug Enforcement Administration" degli U.S.A. Nel corso della sua carriera, ha condiviso la sua esperienza attraverso ruoli di docenza sia presso l'Accademia della Guardia di Finanza che presso la Scuola di Polizia Tributaria.
Dopo aver frequentato il Corso di Formazione e il biennio di Applicazione presso l'Accademia del Corpo tra il 1978 e il 1982, viene assegnato al Nucleo Regionale di Polizia Tributaria di Genova come Tenente, assumendo il comando della Sezione Antidroga fino al 1984, successivamente, tra il 1984 e il 1987, presta servizio al Nucleo Centrale Polizia Tributaria di Roma, dedicandosi prima alla sezione "Dogane e Monopoli" e successivamente alla 1ª Sezione Speciale.
Ha ricoperto il ruolo di Aiutante di Campo per un Generale Ispettore a Napoli e Roma dal 1987 al 1992 mentre nel periodo 1994-1998, ha guidato come Comandante Provinciale la sede di Bergamo, seguito da un incarico come Comandante del Nucleo Regionale Polizia Tributaria "Toscana" a Firenze dal 2001 al 2004.
Ha assunto il ruolo di Capo Ufficio al III Reparto "Operazioni" dal 2004 al 2006, seguito da un incarico come Capo del V Reparto "Comunicazione e Relazioni Esterne" sempre presso il Comando Generale, oltre a essere il Portavoce del Comandante Generale della Guardia di Finanza, tra il 2006 e il 2007.
Ha guidato nuovamente come Comandante Provinciale la sede di Roma dal 2008 al 2010 e successivamente ha ricoperto il ruolo di Direttore Centrale per i Servizi Antidroga presso il Ministero dell'Interno dal 2011 al 2014. Ha continuato a distinguersi come Comandante Regionale per la Toscana dal 2014 al 2016, seguito da un incarico come Comandante Interregionale per l'Italia Meridionale, con base a Napoli, dal 2016 al 2017, nel periodo 2017-2020, ha prestato servizio come Comandante dei Reparti Speciali e Comandante Aeronavale Centrale e come Presidente del Consiglio di Amministrazione del Fondo Assistenza Finanzieri.
Ha guidato nuovamente come Comandante Interregionale l'Italia Centrale dal 2020 al 2022, per poi assumere il ruolo di Comandante in Seconda fino al 2023. Tra il 10 e il 22 maggio 2023, ha ricoperto la posizione di Comandante Generale facente funzioni.
Il 23 maggio 2023 è diventato Comandante Generale della Guardia di Finanza.
Inoltre ha ricevuto incarichi istituzionali di grande prestigio, inclusa la sua nomina come Presidente del "Gruppo Cooperazione di polizia" presso il Consiglio europeo nel 2003 durante il semestre di Presidenza italiana dell'Unione europea ed è stato inoltre parte della delegazione italiana presso l'Unione europea per la preparazione dei regolamenti applicativi della Convenzione Europol.

### Vita Privata
Sposato e padre di tre figli è inoltre fratello di Gianni De Gennaro.